# Tumor de Warthin
El tumor de Warthin, també conegut com a cistadenoma papil·lar limfomatós o adenolimfoma, és un tumor benigne i quístic de les glàndules salivals que conté en el seu interior abundants limfòcits, un component epitelial oncocític i un estroma limfoide similar al dels ganglis limfàtics que es pot caracteritzar per mitjà d'immunohistoquímica i estudis de genètica molecular quan s'ha de distingir d'un limfoma maligne. En aquest estroma sovint hi ha centres germinals, macròfags, material mucós, mastòcits i cèl·lules gegants multinucleades. La seva histogènesi s'associa amb inclusions heterotòpiques de conductes salivals en els nòduls limfàtics de la paròtide. Té diversos subtipus histològics i un perfil immunohistoquímic peculiar, amb positivitat a diverses proteïnes citosòliques com les galectines. Les tincions són diferents per cadascun dels seus dos tipus d'epiteli, el columnar oncocitari i el basal. Rep el nom del patòleg estatunidenc Aldred Scott Warthin (1866-1931), que va descriure dos casos el 1929. Té la màxima incidència en la cinquena i sisena dècades de la vida. Està fortament associat amb el tabaquisme, però la seva etiopatogènesi no es coneix amb claredat. Alguna vegada sorgeix a la nasofaringe, a la carúncula lacrimal, al llavi, a la laringe a la glàndula salival menor orofaríngica. o a la glàndula salival submandibular. La seva mida sol ser petita, d'entre 2 i 4 centímetres de diàmetre. Molt eventualment, és una troballa mèdica incidental. No és rara la coexistència en la mateixa localització topogràfica corporal d'un tumor de Warthin i d'altres neoplàsies de similar histogènesi. Els tumors de Warthin gegants són poc comuns. Poden arribar a tenir 15 cm de diàmetre i causar deformitats cervicofacials.

## Diagnòstic
La punció aspirativa amb agulla fina (PAAF), seguida d'una biòpsia o d'un estudi citopatològic del material tissular obtingut, és un procediment àmpliament emprat en la diagnosi del tumor de Warthin que té una sensibilitat i una especificitat molt altes. En rares ocasions, la pràctica d'una PAAF en aquest tipus de tumor es complica amb una inflamació parotídia aguda. La imatge per ressonància magnètica amb contrast dinàmic és una prova útil per diferenciar un tumor de Warthin d'una neoplàsia maligna de la glàndula paròtide i una ressonància magnètica semiquantitativa ajuda a distingir amb precisió un adenoma pleomòrfic d'aquesta glàndula i un tumor de Warthin. El diagnòstic diferencial del tumor de Warthin també inclou el schwannoma intraparotidi, el carcinoma ben diferenciat amb metàstasis als ganglis limfàtics cervicals, el carcinoma mucoepidermoide oncocític parotidi, el carcinoma mucoepidermoide esclerosant, l'oncocitoma o el limfadenoma sebaci de la paròtide. Ocasionalment, les característiques clíniques i radiològiques d'alguns tumors de Warthin extraparotidis són molt semblants a les que tenen les metàstasis d'un carcinoma oral.

## Signes i símptomes
El tumor de Warthin afecta sobretot a persones grans (de 60 a 70 anys) i obeses. La seva incidència és lleugerament major en el sexe masculí, segons estudis recents. El tumor és de creixement lent, indolor i sol aparèixer a la cua de la paròtide. És el segon tumor de les glàndules salivals més freqüent, després de l'adenoma pleomòrfic. Un 4-6 per cent dels casos d'aquesta neoplàsia són bilaterals o multifocals i solen anar acompanyats d'altres tumors salivals o extrasalivals. En algun cas, pot originar una úlcera cutània, infreqüentment amb un aspecte similar al d'un carcinoma de tiroide avançat. És molt poc probable que el tumor de Warthin esdevingui maligne i es transformi en un carcinoma escatós. Rares vegades, un limfoma difús de cèl·lules B grans és desenvolupa a partir d'un tumor de Warthin heterotòpic cervical o parotidi, un limfoma fol·licular sorgeix dins d'un tumor de Warthin, un limfoma limfoblàstic de cèl·lules T es troba en l'examen anatomopatològic d'una parotidectomia per aquest tumor, un tumor de Warthin intraparotidi és l'origen d'un carcinoma mucoepidermoide d'alt grau o unes limfadenopaties al coll i al mediastí són la manifestació d'un tumor de Warthin multifocal. La concurrència en un mateix individu d'un tumor de Warthin i una sialoadenitis relacionada amb IgG4, d'un tumor de Warthin de la paròtide i un altre nasofaríngic simultàniament, d'un tumor de Warthin i un limfoma de cèl·lules del mantell parotidi, d'un carcinoma de pulmó de cèl·lules no petites i un tumor de Warthin extraparotidi, d'un tumor de Warthin en un gangli limfàtic del coll i un limfoma de Hodgkin clàssic, d'una adenosi poliquística esclerosant de la paròtide i un tumor de Warthin multifocal, de la malaltia de Kimura (granuloma eosinofílic) i un tumor de Warthin, un tumor de Warthin i una infecció tuberculosa de la glàndula paròtide o d'un carcinoma papil·lar de tiroide, un tumor de Warthin parotidi i un carcinoma de glàndula paratiroide no funcionant (que no allibera hormones) són fets excepcionals. També és del tot insòlita la coexistència sincrònica d'un tumor de Warthin i d'un carcinoma de cèl·lules escatoses de la cavitat oral, d'un tumor de Warthin i una histiocitosi de cèl·lules de Langerhans inductora d'importants anomalies histopatològiques als nòduls limfàtics de la paròtide, d'un tumor de Warthin en la paròtide i un altre nasofaríngic o d'un tumor de Warthin i d'un cistadenoma oncocític papil·lar en una paròtide del mateix costat. S'ha descrit la superimposició d'un carcinoma mucoepidermoide sobre un tumor de Warthin, l'infart d'un tumor de Warthin amb focus de necrosi coagulativa i de metaplàsia epitelial semblant a la del carcinoma mucoepidermoide, el desenvolupament d'un carcinoma dels conductes salivals en un tumor de Warthin parotidi i de tumor de Warthin bilateral multifocal associat a una neoplàsia ectòpica, la insòlita presència d'un adenoma pleomòrfic i un tumor de Warthin en una única glàndula paròtide dolorosa i amb edematització progressiva, la inhabitual existència d'una hiperplàsia nodular oncocítica significativa en un tumor de Warthin pobre en estroma i la metastatització d'un tumor de Warthin per un carcinoma de mama. Rarament la inflamació granulomatosa necrotitzant per tuberculosi en un tumor de Warthin causa una forta adhesió del nervi facial a la glàndula paròtide que no es pot resoldre quirúrgicament. La sialoadenitis xantogranulomatosa parotídia és un canvi inflamatori reactiu inusual associat amb freqüència al tumor de Warthin.

## Tractament
Per regla general, el tractament del tumor de Warthin és una parotidectomia total o parcial. Les complicacions d'aquesta cirurgia inclouen el seroma (una acumulació localitzada de líquid serós en els teixits), la parèsia transitòria o la paràlisi del nervi facial i la síndrome de Frey. No solen aparèixer recurrències postoperatòries tumorals. El tipus i extensió del procediment quirúrgic varien segons els resultats de la citologia preoperatòria, de l'avaluació de les proves funcionals d'imatge mèdica, de les característiques histopatològiques i de la mida i la localització concreta del tumor. En alguns casos és recomanable un període d'observació del malalt abans de decidir el tipus de cirurgia més adequat, està indicada la seva ablació per radiofreqüència o la pràctica d'una escleroteràpia amb alcohol guiada per ecografia.